# Società Sportiva Calcio Ancona 2024-2025
Questa voce raccoglie le informazioni riguardanti la Società Sportiva Calcio Ancona nelle competizioni ufficiali della stagione 2024-2025.

## Stagione
Nella stagione 2024-2025 l'Ancona disputa il girone F del campionato di Serie D dopo l'esclusione dalla Serie C per mancato pagamento degli stipendi, rifondata e iscritta in sovrannumero in quarta serie.
Nella Coppa Italia di Serie D viene eliminata dalla Vigor Senigallia i tiri di rigore dopo aver eliminato la Recanatese nel turno preliminare.

## Organigramma societario
Area direttiva
- Presidente Onorario: Vincenzo Guerini
- Presidente: Antonio Recchi
- Vice Presidente: Robert Egidi
- Direttore Generale: Francesco Ancarani
- Segretario generale: Federico Montecchiari
- Responsabile area comunicazione: David Luconi

Area tecnica
- Direttore tecnico: Vincenzo Guerini
- Direttore sportivo: Pietro Tamai
- Allenatore: Massimo Gadda
- Allenatore in seconda: Paolo Sciaccaluga
- Preparatore dei portieri: Stefano Dadina
- Collaboratore tecnico: Andrea Bruniera
- Team Manager: Pietro Bartoccetti
- Preparatori atletici: Matteo Ferretti e Lorenzo Dadina
- Magazziniere: Marco Osimani

Settore giovanile
- Responsabile: Matteo Bartoloni
- Allenatore Juniores Nazionale: Gianluca Dottori
- Allenatore Allievi: Stefano Belardinelli
- Allenatore Giovanissimi: Yuri Bugari

## Rosa
| N. |                     | Ruolo | Calciatore                  |
| -- | ------------------- | ----- | --------------------------- |
| 1  | Italia (bandiera)   | P     | Mattia Bianchi              |
| 12 | Italia (bandiera)   | P     | Samuele Grasso              |
| 22 | Lituania (bandiera) | P     | Klaidas Laukzemis           |
| 4  | Italia (bandiera)   | D     | Niccolò Bellucci            |
| 6  | Italia (bandiera)   | D     | Enrico Rovinelli            |
| 13 | Italia (bandiera)   | D     | Luca Magnanini              |
| 14 | Italia (bandiera)   | D     | Roberto Codromaz            |
| 15 | Italia (bandiera)   | D     | Filippo Boccardi (capitano) |
| 20 | Italia (bandiera)   | D     | Lorenzo Galeotti            |
| 77 | Slovenia (bandiera) | D     | Valent Savor                |
| 3  | Italia (bandiera)   | C     | Francesco Ramires           |
| 5  | Italia (bandiera)   | C     | Francesco Merighi           |
| 7  | Italia (bandiera)   | C     | Cristian Pecci              |
| 8  | Italia (bandiera)   | C     | Matteo Alluci               |
| 17 | Italia (bandiera)   | C     | Denis Useini                |

| N. |                         | Ruolo | Calciatore               |
| -- | ----------------------- | ----- | ------------------------ |
| 19 | Burkina Faso (bandiera) | C     | Abdul Aziz Sare          |
| 21 | Italia (bandiera)       | C     | Emiliano Bugari          |
| 23 | Italia (bandiera)       | C     | Alessio Gulinatti        |
| 24 | Italia (bandiera)       | C     | Michele Mazzoni          |
| 42 | Italia (bandiera)       | C     | Jacopo Gianelli          |
| 64 | Italia (bandiera)       | C     | Mattia Marino            |
| 71 | Italia (bandiera)       | C     | Davide Paglialunga       |
| 74 | Albania (bandiera)      | C     | Endri Dama               |
| 78 | Canada (bandiera)       | C     | Chiemeka Daniel Azurunwa |
| 9  | Italia (bandiera)       | A     | Antonio Martiniello      |
| 10 | Italia (bandiera)       | A     | Luca Belcastro           |
| 11 | Italia (bandiera)       | A     | Nicolò Amadori           |
| 18 | Gambia (bandiera)       | A     | Boubacarr Sambou         |
| 25 | Italia (bandiera)       | A     | Giulio Pangrazi          |
| 16 | Italia (bandiera)       | A     | Enrico Polenta           |
| 20 | Italia (bandiera)       | A     | Andrea Giordani          |

## Risultati

### Serie D

#### Girone di andata
| Arbitro: | Guitaldi (Rimini) |

|                      |           |  |
| Martiniello 51’, 54’ | Marcatori |  |

| Arbitro: | Giordano (Matera) |

|  |           |                |
|  | Marcatori | 6’ Martiniello |

| Arbitro: | Balducci (Empoli) |

|  |           |                    |
|  | Marcatori | 64’ Di Paolantonio |

| Arbitro: | Lotito (Cremona) |

|              |           |  |
| Pesaresi 89’ | Marcatori |  |

| Arbitro: | Mirri (Savona) |

|                                                          |           |             |
| Ippoliti 89’ (aut.) Gullinati 42’ Savor 46’ Sambou 90+3’ | Marcatori | 80’ Fagotti |

| Arbitro: | Palmieri (Avellino) |

|              |           |  |
| D'Egidio 29’ | Marcatori |  |

| Arbitro: | Aloise (Lodi) |

|  |           |                |
|  | Marcatori | 88’ Bevilacqua |

| Arbitro: | Sarcina (Barletta) |

|                                         |           |  |
| Ricci 7’ Barone 43’, 75’ Puntoriere 54’ | Marcatori |  |

| Arbitro: | Bortolussi (Nichelino) |

|            |           |  |
| Allucci 4’ | Marcatori |  |

| Arbitro: | Mazzer (Conegliano) |

|            |           |  |
| Eusepi 25’ | Marcatori |  |

| Ancona 10 novembre 2024, ore 14:30 CET 11ª giornata | Ancona           | 0 – 0 referto | L’Aquila | Stadio del Conero (2 506 spett.)\| Arbitro: \| El Ella (Milano) \| |
| Arbitro:                                            | El Ella (Milano) |               |          |                                                                    |

| Arbitro: | Velocci (Frosinone) |

|             |           |                         |
| Clerici 36’ | Marcatori | 3’ Alluci 81’ Belcastro |

| Arbitro: | Branzini (Mestre) |

|                 |           |  |
| Martiniello 48’ | Marcatori |  |

| Arbitro: | Spina (Barletta) |

|  |           |             |
|  | Marcatori | 29’ Amadori |

| Arbitro: | Ismail (Rovereto) |

|                        |           |           |
| Martiniello 69’ (rig.) | Marcatori | 34’ Broso |

| Arbitro: | Zantedeschi (Verona) |

|              |           |                            |
| Nanapere 61’ | Marcatori | 14’ Alluci 16’ Martiniello |

| Arbitro: | Iudicone (Formia) |

|                 |           |  |
| Martiniello 28’ | Marcatori |  |

#### Girone di ritorno
| Arbitro: | Passarotti (Mantova) |

|  |           |                           |
|  | Marcatori | 21’ Rovinelli 79’ Amadori |

| Arbitro: | Costa (Busto Arsizio) |

|  |           |                 |
|  | Marcatori | 47’ Bianchimano |

| Arbitro: | Spera (Barletta) |

|                      |           |                         |
| Salto 45+2’ Oddo 75’ | Marcatori | 2’ Belcastro 13’ Alluci |

| Arbitro: | Romeo (Genova) |

|                                          |           |                     |
| Martiniello 10’, 64’ Pesaresi 21’ (aut.) | Marcatori | 42’ (rig.) Pesaresi |

| Arbitro: | Mascolo (Castellammare di Stabia) |

|           |           |                |
| Gomez 79’ | Marcatori | 89’ Battistini |

| Arbitro: | Isoardi (Cuneo) |

|  |           |                            |
|  | Marcatori | 90+1’ D'Egidio 90+6’ Touré |

| Arbitro: | Matteo (Sala Cosilina) |

|                   |           |            |
| Passalacqua 45+1’ | Marcatori | 9’ Allucci |

| Arbitro: | Hamza Riahi (Lovere) |

|  |           |              |
|  | Marcatori | 11’ Esposito |

| Arbitro: | Schmid (Rovereto) |

|                                      |           |                               |
| Alfieri 7’ D'Angelo 55’ Raparo 90+5’ | Marcatori | 19’ Martiniello 49’ Rovinelli |

| Arbitro: | Raineri (Como) |

|                       |           |                        |
| Martiniello 8’, 90+2’ | Marcatori | 24’ (rig.), 31’ Eusepi |

| L'Aquila 23 marzo 2025, ore 14:30 CET 28ª giornata | L’Aquila         | 0 – 0 referto | Ancona | Stadio Gran Sasso d'Italia-Italo Acconcia (1 400 spett.)\| Arbitro: \| Morello (Tivoli) \| |
| Arbitro:                                           | Morello (Tivoli) |               |        |                                                                                            |

| Arbitro: | Rashed (Imola) |

|  |           |                            |
|  | Marcatori | 10’ Olivieri 89’ Minicucci |

| Arbitro: | Palma (Napoli) |

|           |           |                               |
| Meola 32’ | Marcatori | 22’ Martiniello 83’ Rovinelli |

| Arbitro: | Bassetti (Lucca) |

|                                               |           |           |
| Martiniello 52’ Bellucci 75’ Battistini 90+4’ | Marcatori | 90’ Ferri |

| Arbitro: | De Paolis (Cassino) |

|              |           |                 |
| Amerighi 70’ | Marcatori | 67’ Martiniello |

| Arbitro: | Buzzone (Enna) |

|  |           |                                                   |
|  | Marcatori | 25’ Fabbri 39’ Nanapere 45+2’ Baldini 52’ Vecchio |

| Arbitro: | Meta (Vicenza) |

|                                                      |           |  |
| Barbetta 42’ Mascella 45’ Ferrari 72’ Belloisi 90+2’ | Marcatori |  |

### Coppa Italia Serie D
| Arbitro: | Grieco (Ascoli Piceno) |

|              |           |                                                    |
| Manfredi 67’ | Marcatori | 15’ (aut.) Canonici 45+1’ Martiniello 71’ Boccardi |

| Arbitro: | Traini (San Benedetto del Tronto) |

|                                           |                      |                                    |
| Gabbianelli 89’ Gonzalez 90+5’            | Marcatori            | 41’ Belcastro 57’ Martiniello      |
| D'Errico Gabbianelli Gonzalez Kone Alonzi | Tiri di rigore 5 – 4 | Boccardi Marino Sambou Alluci Sare |